# Incident du Yinhe
L'incident du Yinhe (银河号事件, Yinhe incident) s'est déroulé en 1993 lorsque le gouvernement des États-Unis accuse le porte-conteneurs chinois Yinhe (银河, « Voie lactée ») de convoyer des armes chimiques vers l'Iran. La marine américaine force les pays environnants du Moyen-Orient à refuser les droits d'amarrage au Yinhe, le laissant dans les eaux internationales de l'océan Indien pendant vingt-quatre jours. Bien qu'il ait finalement reconnu que le cargo ne contient aucune sorte d'armes chimiques, le gouvernement américain refuse de s'excuser, déclarant que « les États-Unis avaient agi de bonne foi sur la base du renseignement ». Des responsables américains au sein de l'administration Clinton accusent par la suite la Chine d'avoir délibérément diffusé de faux renseignements afin de provoquer l'incident.

## Navire
Le Yinhe est un porte-conteneurs chinois qui navigue selon un horaire fixe entre le port de Tianjin et le Koweït. Ses escales prévues à terre comprennent Shanghai, Hong Kong, Singapour, Jakarta, Dubaï et Daman et Diu. Il appartient à la China Ocean Shipping Corporation (中远集团) et maintient un horaire parfait avant l'incident.

## Incident
Fin juillet 1993, les États-Unis accusent un navire chinois de transporter du matériel d'armes chimiques en direction du port d'Abbas Harbor en Iran, citant le manifeste d'un navire obtenu par la CIA. Les États-Unis demandent que le Yinhe retourne en Chine afin de décharger sa prétendue cargaison, mais la Chine refuse après avoir mené une enquête et déterminé qu'aucune sorte d'armes chimiques n'est présente à bord du navire. À ce moment-là, le Yinhe a déjà quitté la Chine et est en route pour le Koweït.
Le 8 août 1993, la Chine annonce publiquement que le Yinhe est sous la « surveillance intrusive » de navires de guerre américains dans les eaux internationales, ce que les responsables américains affirment être un signe que la Chine cherche la confrontation, et déclare officiellement que le navire ne transporte aucune matériel d'armes chimiques. Le gouvernement américain rejette la déclaration et un haut responsable de l'administration Clinton déclare initialement que s'il est illégal pour les États-Unis de monter à bord du navire pour une inspection, les États-Unis poursuivent leurs efforts pour persuader la Chine de rappeler le navire.
Le 20 août 1993, après avoir été bloquer pendant trois semaines dans les eaux internationales, le navire est autorisé à « se ravitailler en carburant et en eau [...] pour assurer sa sécurité et celle de l'équipage » à la demande constante de la compagnie maritime. Un navire immatriculé aux Émirats Arabes Unis lui apporte alors de l'eau, des légumes et des fruits,.
Le 28 août 1993, les États-Unis et la Chine conviennent d'une inspection ouverte du navire dans un port saoudien, par une équipe conjointe saoudo-américaine, après un embarquement préliminaire de dix-sept fonctionnaires chinois et deux Saoudiens.

### Inspection
Les 628 conteneurs à bord sont inspectés par des techniciens américains. Les services de renseignement américains spécifient le thiodiglycol (en) et le chlorure de thionyle comme matériaux d'armes chimiques. En fin de compte, « l'inspection complète de tous les conteneurs à bord du Yinhe montre de manière concluante [que les produits chimiques] ne font pas partie de la cargaison du navire ». Le seul matériau chimique transporté par le navire est de la peinture solide ordinaire.
Le 4 septembre, les représentants des gouvernements chinois, saoudien et américain, signent conjointement une certification attestant que la cargaison du navire ne contient pas de matériel liés aux armes chimiques.

## Conséquences
Les responsables américains refusent de s'excuser pour l'incident, affirmant que les États-Unis avaient agi de « bonne foi » sur des renseignements provenant d'un certain nombre de sources. Alors qu'ils disent discuter de la question de savoir si les États-Unis étaient obligés de verser une indemnisation au propriétaire du navire, la China Ocean Shipping Corporation, il n'y a aucune autre confirmation d'un accord d'indemnisation.
Lorsque les accusations sont rapportées en Chine, le nationalisme chinois augmente en réponse. Le gouvernement chinois tente de minimiser la question en affirmant que l'accusation n'était pas la position officielle du gouvernement américain et ne représentait pas l'opinion majoritaire aux États-Unis. Un rapport de la Chambre des représentants des États-Unis en 2001 conclut que l'incident du Yinhe « a été cité à plusieurs reprises comme un cas d'intimidation internationale par les États-Unis ».
Le sous-secrétaire d'État adjoint Robert Einhorn déclare devant le Congrès des États-Unis en 1997 que « nos informations initiales étaient correctes sur le fait que les marchandises étaient à bord de ce navire [...], nous pensons que notre réseau de renseignement a fait du bon travail sur ce cas ».